# Atorvasztatin
Az atorvasztatin (atorvastatin)  egy sztatin gyógyszer, amelyet a szív- és érrendszeri betegségek megelőzésére használnak magas kockázatú betegeknél, valamint a kóros lipidszintek kezelésére.

Az atorvasztatin a HMG-CoA-reduktáz szelektív, kompetitív gátlója. Ez az enzim katalizálja a 3-hidroxi-3-metil-glutaril-koenzim-A átalakulás sebességét mevalonáttá, ami – ide értve a koleszterint is – a szterolok előanyaga. A májban a trigliceridek és a koleszterin beépülnek a VLDL-be, és a szövetekhez történő továbbszállítás céljából a plazmába kerülnek. Az alacsony sűrűségű lipoproteinek (LDL) a VLDL-ből keletkeznek, és túlnyomórészt a nagyaffinitású LDL-receptorok révén épülnek le.
Az atorvasztatin a HMG-CoA-reduktáz és a májban folyó koleszterinszintézis gátlása révén csökkenti a plazmában a koleszterin- és a lipoproteinszintet, és emeli a májban lévő sejtfelszíni LDL-receptorok számát, ami gyorsítja az LDL felvételét és leépítését.
Az atorvasztatin csökkenti az LDL-produkciót és az LDL részecskék számát. Az atorvasztatin az LDL-receptor-aktivitás mélyreható és tartós növekedését hozza létre, a keringő LDL részecskék minőségének kedvező változásával egybekötve. Az atorvasztatin homozigóta familiáris hypercholesterinaemiában szenvedő betegekben az LDL-koleszterinszint csökkenését hozza létre. A betegek ezen csoportja általában nem reagál a lipidszint-csökkentő gyógyszerekre.

## Készítmények
- Atoris (KRKA)
- Atorva-Teva (TEVA)
- Lipitor (Pfizer)
- Torvacard (Zentiva)